# Parafia Trójcy Świętej w Paszowicach
Parafia Trójcy Świętej w Paszowicach znajduje się w dekanacie jaworskim w diecezji legnickiej. Jej proboszczem jest ks. Kazimierz Gębarowski. Mieści się pod numerem 115 w Paszowicach.

## Miejscowości należące do parafii
- Paszowice
- Jakuszowa
- Kłonice

## Proboszczowie
- ks. Tadeusz Wnęk (2004–2014 )[1][2]
- ks. Bogusław Jeż (2014–2020)[2]
- ks. Przemysław Słyszko (2020–2023 )[3][4]
- ks. Kazimierz Gębarowski  (2023-)[4]